# Eleições legislativas de 2019 em Cascais

## Resultados Oficiais
| Partido                 | Partido                              | Votos   | %               | +/-   |
| ----------------------- | ------------------------------------ | ------- | --------------- | ----- |
|                         | Partido Socialista                   | 31 408  | 31,70 / 100,00  | 3,16  |
|                         | Partido Social Democrata             | 28 440  | 28,71 / 100,00  | -     |
|                         | Bloco de Esquerda                    | 8 499   | 8,58 / 100,00   | 1,68  |
|                         | CDS – Partido Popular                | 6 496   | 6,56 / 100,00   | -     |
|                         | CDU - Coligação Democrática Unitária | 5 334   | 5,38 / 100,00   | 1,47  |
|                         | Pessoas–Animais–Natureza             | 4 837   | 4,88 / 100,00   | 2,73  |
|                         | Iniciativa Liberal                   | 3 076   | 3,10 / 100,00   | Novo  |
|                         | LIVRE                                | 1 823   | 1,84 / 100,00   | 0,64  |
|                         | Aliança                              | 1 739   | 1,76 / 100,00   | Novo  |
|                         | CHEGA!                               | 1 692   | 1,71 / 100,00   | Novo  |
|                         | Outros (com menos de 1,00%)          | 2 504   | 2,53 / 100,00   |       |
| Votos Inválidos         | Votos Inválidos                      | 3 228   | 3,26 / 100,00   | 0,02  |
| Total                   | Total                                | 99 076  | 100,00 / 100,00 |       |
| Eleitorado/Participação | Eleitorado/Participação              | 177 498 | 55,82 / 100,00  | 3,51  |
| Fonte                   | Fonte                                | [ 1 ]   | [ 1 ]           | [ 1 ] |

## Resultados por Freguesia
Os resultados seguintes referem-se aos partidos que obtiveram mais de 1,00% dos votos:
| Freguesia            | %     | %     | %     | %    | %    | %    | %    | %    | %    | %    | Votantes |
| Freguesia            | PS    | PSD   | BE    | CDS  | CDU  | PAN  | IL   | L    | A    | CH   | Votantes |
| -------------------- | ----- | ----- | ----- | ---- | ---- | ---- | ---- | ---- | ---- | ---- | -------- |
| Alcabideche          | 34,55 | 26,26 | 8,52  | 5,77 | 5,11 | 4,88 | 2,45 | 1,27 | 2,21 | 2,07 | 18 128   |
| Carcavelos e Parede  | 30,71 | 29,83 | 9,09  | 6,16 | 5,36 | 5,18 | 3,40 | 2,45 | 1,71 | 1,30 | 23 842   |
| Cascais e Estoril    | 25,83 | 35,44 | 6,72  | 9,79 | 4,07 | 4,15 | 4,26 | 1,78 | 1,72 | 1,48 | 29 673   |
| São Domingos de Rana | 37,02 | 22,06 | 10,18 | 3,92 | 7,00 | 5,41 | 2,02 | 1,75 | 1,53 | 2,07 | 27 433   |
| Cascais              | 31,70 | 28,71 | 8,58  | 6,56 | 5,38 | 4,88 | 3,10 | 1,84 | 1,76 | 1,71 | 99 076   |

#### Alcabideche
| Partido                 | Partido                              | Votos  | %               | +/-  |
| ----------------------- | ------------------------------------ | ------ | --------------- | ---- |
|                         | Partido Socialista                   | 6 264  | 34,55 / 100,00  | 5,58 |
|                         | Partido Social Democrata             | 4 761  | 26,26 / 100,00  | -    |
|                         | Bloco de Esquerda                    | 1 545  | 8,52 / 100,00   | 2,47 |
|                         | CDS – Partido Popular                | 1 046  | 5,77 / 100,00   | -    |
|                         | CDU - Coligação Democrática Unitária | 927    | 5,11 / 100,00   | 2,05 |
|                         | Pessoas–Animais–Natureza             | 884    | 4,88 / 100,00   | 2,79 |
|                         | Iniciativa Liberal                   | 445    | 2,45 / 100,00   | Novo |
|                         | Aliança                              | 401    | 2,21 / 100,00   | Novo |
|                         | CHEGA!                               | 376    | 2,07 / 100,00   | Novo |
|                         | LIVRE                                | 230    | 1,27 / 100,00   | 0,58 |
|                         | Outros (com menos de 1,00%)          | 599    | 3,31 / 100,00   |      |
| Votos Inválidos         | Votos Inválidos                      | 650    | 3,59 / 100,00   | 0,04 |
| Total                   | Total                                | 18 128 | 100,00 / 100,00 |      |
| Eleitorado/Participação | Eleitorado/Participação              | 35 289 | 51,37 / 100,00  | 4,85 |

#### Carcavelos e Parede
| Partido                 | Partido                              | Votos  | %               | +/-  |
| ----------------------- | ------------------------------------ | ------ | --------------- | ---- |
|                         | Partido Socialista                   | 7 323  | 30,71 / 100,00  | 1,32 |
|                         | Partido Social Democrata             | 7 111  | 29,83 / 100,00  | -    |
|                         | Bloco de Esquerda                    | 2 167  | 9,09 / 100,00   | 1,13 |
|                         | CDS – Partido Popular                | 1 468  | 6,16 / 100,00   | -    |
|                         | CDU - Coligação Democrática Unitária | 1 279  | 5,36 / 100,00   | 0,70 |
|                         | Pessoas–Animais–Natureza             | 1 236  | 5,18 / 100,00   | 3,10 |
|                         | Iniciativa Liberal                   | 811    | 3,40 / 100,00   | Novo |
|                         | LIVRE                                | 585    | 2,45 / 100,00   | 0,66 |
|                         | Aliança                              | 408    | 1,71 / 100,00   | Novo |
|                         | CHEGA!                               | 311    | 1,30 / 100,00   | Novo |
|                         | Outros (com menos de 1,00%)          | 442    | 1,85 / 100,00   |      |
| Votos Inválidos         | Votos Inválidos                      | 701    | 2,94 / 100,00   | 0,26 |
| Total                   | Total                                | 23 842 | 100,00 / 100,00 |      |
| Eleitorado/Participação | Eleitorado/Participação              | 38 639 | 61,70 / 100,00  | 2,97 |

#### Cascais e Estoril
| Partido                 | Partido                              | Votos  | %               | +/-  |
| ----------------------- | ------------------------------------ | ------ | --------------- | ---- |
|                         | Partido Social Democrata             | 10 516 | 35,44 / 100,00  | -    |
|                         | Partido Socialista                   | 7 665  | 25,83 / 100,00  | 1,21 |
|                         | CDS – Partido Popular                | 2 906  | 9,79 / 100,00   | -    |
|                         | Bloco de Esquerda                    | 1 995  | 6,72 / 100,00   | 1,69 |
|                         | Iniciativa Liberal                   | 1 265  | 4,26 / 100,00   | Novo |
|                         | Pessoas–Animais–Natureza             | 1 232  | 4,15 / 100,00   | 2,14 |
|                         | CDU - Coligação Democrática Unitária | 1 208  | 4,07 / 100,00   | 0,89 |
|                         | LIVRE                                | 528    | 1,78 / 100,00   | 0,66 |
|                         | Aliança                              | 510    | 1,72 / 100,00   | Novo |
|                         | CHEGA!                               | 438    | 1,48 / 100,00   | Novo |
|                         | Outros (com menos de 1,00%)          | 590    | 2,00 / 100,00   |      |
| Votos Inválidos         | Votos Inválidos                      | 820    | 2,76 / 100,00   | 0,13 |
| Total                   | Total                                | 29 673 | 100,00 / 100,00 |      |
| Eleitorado/Participação | Eleitorado/Participação              | 54 782 | 54,17 / 100,00  | 3,71 |

#### São Domingos de Rana
| Partido                 | Partido                              | Votos  | %               | +/-  |
| ----------------------- | ------------------------------------ | ------ | --------------- | ---- |
|                         | Partido Socialista                   | 10 156 | 37,02 / 100,00  | 4,96 |
|                         | Partido Social Democrata             | 6 052  | 22,06 / 100,00  | -    |
|                         | Bloco de Esquerda                    | 2 792  | 10,18 / 100,00  | 1,80 |
|                         | CDU - Coligação Democrática Unitária | 1 920  | 7,00 / 100,00   | 2,59 |
|                         | Pessoas–Animais–Natureza             | 1 485  | 5,41 / 100,00   | 3,00 |
|                         | CDS – Partido Popular                | 1 076  | 3,92 / 100,00   | -    |
|                         | CHEGA!                               | 567    | 2,07 / 100,00   | Novo |
|                         | Iniciativa Liberal                   | 555    | 2,02 / 100,00   | Novo |
|                         | LIVRE                                | 480    | 1,75 / 100,00   | 0,65 |
|                         | Aliança                              | 420    | 1,53 / 100,00   | Novo |
|                         | Outros (com menos de 1,00%)          | 873    | 3,16 / 100,00   |      |
| Votos Inválidos         | Votos Inválidos                      | 1 057  | 3,86 / 100,00   | 0,27 |
| Total                   | Total                                | 27 433 | 100,00 / 100,00 |      |
| Eleitorado/Participação | Eleitorado/Participação              | 48 788 | 56,23 / 100,00  | 2,65 |